# Masakr u Bleiburgu
Masakr u Bleiburgu byla série nucených repatriací jednotlivců přidružených k Ose ze spojenci okupovaného Rakouska do Jugoslávie v květnu 1945 po skončení druhé světové války v Evropě. Během druhé světové války bylo jugoslávské území buď anektováno nebo obsazeno silami Osy. Jak se válka chýlila ke konci, tisíce vojáků Osy a civilních kolaborantů uprchly z Jugoslávie do Rakouska, zatímco Jugoslávská armáda (JA) postupně znovu převzala kontrolu. Když dorazili do Rakouska, v souladu se spojeneckou politikou je britské síly odmítly vzít do zajetí a nařídily jim, aby se vzdali Jugoslávské armádě. Ta je následně vystavila pochodům smrti zpět do Jugoslávie, kde byli ti, kteří přežili, buď hromadně popraveni nebo internováni v pracovních táborech, kde mnozí kvůli drsným podmínkám zemřeli. Repatriace jsou pojmenovány podle korutanského města Bleiburg, kde došlo k počátečnímu odmítnutí Britů přijmout kapitulaci a ze kterého byly provedeny některé repatriace.
3. května 1945 se vláda Nezávislého státu Chorvatsko (NDH), fašistického loutkového státu založeného v Němci okupované Jugoslávii, který podnikal genocidní kampaně proti své menšinové populaci, snižoval jejich počet o statisíce, rozhodla uprchnout do Rakouska. Iniciovali evakuaci tím, že nařídili chorvatským ozbrojeným silám (HOS) co nejbližší přesun, aby se vzdaly britským silám. Slovinské vedení napojené na Osu vydalo ve stejný den podobné rozkazy slovinské Domobraně. Tyto síly, doprovázené civilisty, se při stahování připojily k německé skupině armád E a dalším jednotkám Osy; posledně jmenovaný zahrnoval XV. kozácký jezdecký sbor SS a zbytky černohorských Četniků organizovaných v Černohorskou národní armádu pod velením HOS. Celkově se mohlo jednat maximálně o 150 000 lidí.
V týdnu po německé kapitulaci, která znamenala formální konec druhé světové války v Evropě, kolaborantské síly v Jugoslávii pokračovaly v boji s partyzány, aby se vyhnuly obklíčení a udržely únikové cesty otevřené. Kolony vedené Slovinci se 14. května probojovaly k rakouským hranicím u Klagenfurtu. Jejich kapitulace byla Brity přijata a byli internováni v nedalekém táboře Viktring. Když se 15. května jedna z kolon prchajících jednotek HOS, která byla promísena s civilisty, přiblížila k městu Bleiburg, odmítli Britové přijmout jejich kapitulaci. Nařídili jim, aby se vzdali partyzánům, což vedení HOS po krátkém jednání učinilo. Ostatní zajatci Osy v britském zajetí byli v následujících týdnech repatriováni zpět do Jugoslávie. Repatriace byly zrušeny Brity 31. května po zprávách o masakrech v Jugoslávii. Jugoslávské úřady přesouvaly vězně pochody smrti po celé zemi do internačních a pracovních táborů. Byly prováděny hromadné popravy, z nichž největší byly v Teznu (odhaduje se 15 000 chorvatských válečných zajatců), Kočevském Rogu a místě zvaném Huda Jama. V následném komunistickém režimu v Jugoslávii byly tyto masakry a další zneužívání po repatriacích tabu a informace o událostech byly potlačeny. Veřejné a oficiální připomínání obětí, mezi nimiž byli i civilisté, začalo až o několik desetiletí později.
Historici nebyli schopni přesně zjistit počet obětí během a po repatriacích byla přesná čísla předmětem mnoha debat a odhady se obvykle pohybují v řádech desítek tisíc. Historici a vyšetřování ve Slovinsku a Chorvatsku naznačují, že většina obětí byli členové chorvatských, slovinských, černohorských a srbských kolaboračních ozbrojených sil. Po rozpadu Jugoslávie se v Bleiburgu konala každoroční vzpomínka na oběti, která však vyvolala značnou kontroverzi kvůli ustašovským symbolům na této události. Chorvatské úřady různé oslavy buď podpořily nebo iniciovaly jiné oslavy ve Slovinsku, zatímco rakouské úřady stále více podnikají kroky, aby tomu zabránily. Chorvatští historici Slavko a Ivo Goldsteinové nazývají ve svém díle bleiburský masakr zločinem genocidy a válečným zločinem.